# 軽井沢スキーバス転落事故

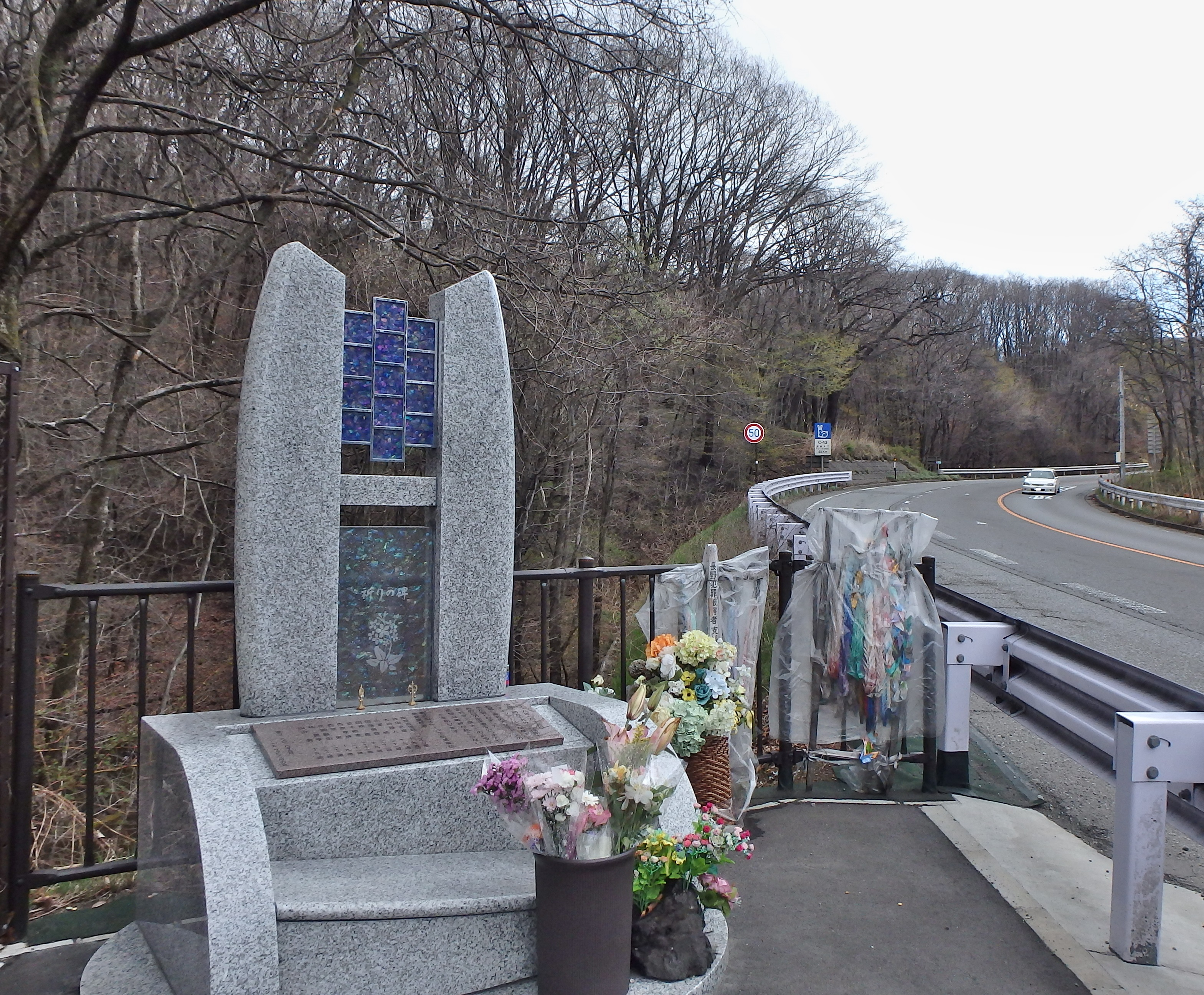
左：慰霊碑（祈りの碑）
画面右奥から手前に向かって走ってきたバスは、画面中央のガードレールをなぎ倒し、その左側の斜面に転落した。

軽井沢スキーバス転落事故（かるいざわスキーバスてんらくじこ）は、2016年（平成28年）1月15日に長野県北佐久郡軽井沢町で発生した交通事故。
国道18号碓氷バイパスの入山峠付近（軽井沢駅から南に約2 kmの群馬県・長野県境付近）で、定員45人の大型貸切バスがガードレールをなぎ倒して道路脇に転落し、乗員・乗客41人（運転手2人、乗客39人）中15人が死亡（うち乗員2人も死亡）、生存者も全員が負傷する事態となった。

## 事故概要
2016年1月15日1時55分頃、国道18号碓氷バイパスの緩やかな下り坂にある制限速度50 km/hの緩やかな右カーブに東京から長野県の軽井沢へ向かう途中の観光バスが100 km/hで進入し、左側ガードレールに接触して続く左カーブを曲がり切れずに対向車線へはみ出し、約100 m先の右側ガードレールに衝突して乗り越え、道路右側の斜面に横転しながら転落した。
バスは約3 m下の斜面で横倒しになり、フロントガラスが割れるなど車体前面が大破。天井部分も樹木に衝突し押し潰された。事故当時、路面は凍結しておらず、事故後の路面には通常のブレーキ痕とは異なる片輪だけのタイヤ痕が直線的に残されていた。
事故直後、乗客が「バスが横転した」と110番通報。佐久広域連合消防本部にも「バスが横転事故を起こした。けが人が大勢いるが暗くて何も見えない」「気づいたら森のようなところにいる。怪我人がいる」などの119番通報が3人の乗客からあった。バスの天井部は激しく潰れ、一部では床までの間が1 mほどしかなかったため、消防は油圧カッターなどで窓を切り開き、車内に進入した。
当初、バスは事故直前に急ブレーキをかけていたとみられていたが、現場250 m前に設置された国土交通省の監視カメラの映像ではブレーキランプは何度か点滅するが、ほとんど点灯したままの状態だった（また、現場1 km前にもカメラがあり、そのカメラの映像では異常は見られなかった）。警察の調べで、バスは左側のガードレールに接触する前から制御不能となった可能性があること、制限速度時速50キロメートルの現場区間を時速100キロメートル前後で走っていたとみられること、事故直前は時速96キロメートルで走っていたことがわかった。設置されていた監視カメラは主に天候をモニターする目的のものであったためフレームレートが低く、異常な高速で通過するバスはコマ送りのように記録されている。そのためブレーキ操作の細かな検証は困難であった。
ツアーを企画したのは旅行会社で、バスの運行を委託されて交通事故を引き起こしたのは貸切バス事業に参入したばかりの警備会社であった。警察の捜査によって乗員の勤務体系、旅行会社と警備会社の委託内容、申請していた経路と異なるルート選択など、企画運営会社側の不備が多数発覚した事故である。死傷者の平均年齢が若いこともあって、報道を含めて世間は原因と責任の追及を厳しくする風潮が強かった。

### 乗客
バスの乗客は39人。うち32人が首都圏の大学生であった。乗客年齢別では19歳以下が11人、20代が25人、30歳以上が3人。
トップトラベルサービスの乗客1組2名、フジメイトトラベルの乗客1組2名の計4名を除き、あとの35名はすべて「キースツアー」のスキー客で、バスの運行は「イーエスピー」が受託した。
バスは前日夜に東京・原宿を出発し、斑尾高原のスキー場に向かっていた。週末に大学入試センター試験が行われる関係で多くの大学が休講となる時期にあたり、乗客の多くは首都圏の大学生であった。事故後、一部の乗客は車外へ投げ出されていた。長野県警は自動車運転処罰法違反（過失致死傷）の疑いがあるとみて詳しい事故状況を捜査した。
高崎総合医療センターに搬送された23歳の男性は意識不明となっていたがその後意識が回復したことが発表された。

### 乗員
乗員は65歳の運転手・Tと57歳の交代運転手・Kの2人で、2人とも死亡した。運転手からアルコールなどは検出されなかった。
Kは2003年に五日市観光（倒産）運転手時代、熱海市で転落事故を起こしていたほか、ESPの運行管理者Yもこの時の同僚だったという。

### 死者
死者15人全員の身元が判明しており、亡くなった乗客は全員大学生。首都大学東京によると、5人が乗車し、4人が負傷、1人が安否不明となっていたが、その後この1人は死亡した。犠牲者の中には他に早稲田大学（3人）や法政大学（3人）、東京農工大学（2名）、東海大学（1名）、東京外国語大学（1名）、広島国際大学（1名）の学生が含まれていた。1月16日報道時点で死因が判明している12人は、頭を強く打ったことによる頭蓋内損傷が7人、首に損傷を負った頚椎損傷が4人、全身を強く打ったことによる多発性外傷が1人となっている。また、15人目の男性は重体であったが、1月18日に脳挫傷により死亡した。遺体の検分を担当した軽井沢病院の副院長によれば「犠牲者は瞬間的に頭部へ大きなダメージを受け、ほぼ全員が即死」であった。事故現場には献花台が設けられた。

### 運行会社
事故を起こした警備会社「イーエスピー」（同名の音楽会社とは全く無関係）は、2008年の会社設立当初から警備業と中古車販売を営み、後述のように親会社の関係から近年貸切バス事業にも参入し、当時はバス7台を所有していた。本社は東京都羽村市で、名称は「イーグル・セキュリティ・パトロール」の頭字語（ESP）に由来する。「イーグル」は親会社で同一敷地内にある中古車販売会社の商号で、イーグルバスとは無関係である。
イーエスピーが運送事業許可を得てバス事業に参入したのは2014年4月で、まだ日も浅かった。一般監査を受けたのは2015年2月。日本バス協会は「貸切バス事業者安全性評価認定制度」により貸切バス会社の安全への取り組みを3段階で評価しているが、イーエスピーは事業認可から2年に満たないため評価対象になっていなかった。
イーエスピーは事故2日前の2016年1月13日、運転手の健康管理を怠るなどの法令違反があったとして、バス1台を20日間の運行停止とする行政処分を受けていた。

## 事故原因
安部誠治は「バス事故としては深刻で、この20-30年では最悪の事故だ」「過労運転や居眠り運転がなかったか、または、心筋梗塞などで意識を失った可能性も検討する必要がある」「バス業者の競争は激しく、運転士不足もあって、現場に無理を強いる業者もいる。国も制度を見直して規制を強化してきたが、十分ではなく、まだまだ見直す余地はある。どこに問題があったか事故原因とともに突き詰めなければならない」と述べた。

### 従業員の健康管理と労働環境
イーエスピーは2015年2月に国土交通省の立ち入り捜査を受けており、その際、運転手の健康診断、乗務前の健康及び酒気帯び確認、入社時の適性検査などを怠っていたことが判明し、この事故の2日前の2016年1月13日に、保有するバスの1台を20日間運行停止とする行政処分を受けていた。なお、同社は「運転手の体調や車両に問題はなかった」としているが、Tは一度も健康診断を受診していなかった（一方、Kは健康診断を受診していた）。
また、外国人観光客の急増などでバスの需要が高まり、運転手不足となっている。2000年の規制緩和によって参入が容易になったことから貸切バス事業者は急増し、2000年度の2,864社から2012年度は4,536社に増え、2011年には事業者の7割以上が運転手不足と回答している。
人手不足と同時に高齢化が進み、2012年時点の平均年齢は48.5歳で、2002年と比べて2.9歳高くなったほか全産業の平均年齢と比べると6歳も高く、さらに60歳以上の割合は16.4 %となっている。事故車の運転手も65歳で、同乗していた別の運転手も57歳であった。その上、1人当たりの総走行距離の増加、年次有給休暇の取得日数減少、賃金の減額（この低賃金も運転手不足の一因になっているとの指摘もある）など、労働環境は悪化しており、こうした事情が事故に繋がったという指摘もある。
警察庁が2005年から2014年までの間に事業用大型貸切バスが起こした人身事故を調べたところ、2014年に65歳以上の運転手が起こした事故は38件で、2005年の16件より2.3倍増え、事故全体に占める割合も3倍増となる13.5 %となった（一方、20代から50代が起こした事故は減少しており、特に30代が2014年に起こした事故は30件と、2005年の半分以下となった）。
大手バス会社では、深夜乗務は50代前半までとしており、新人や高齢運転手にはさせないのが通例である。

### 格安ツアー
スキーツアーは1泊3日や2泊4日で1.3〜2万円弱の格安料金だった。
イーエスピーは国が定める基準（約27万円）を下回る金額（約19万円）でバスツアーを引き受けていた。イーエスピーは「下限の金額を認識せず、相場感で契約してしまった」と述べた。イーエスピーの営業部長は「スキーツアー以外にも、これまでに3〜4社から国の基準を下回る安い価格で運行を受注していた」と話し、理由については「ツアー会社のほうが立場が強い」と話したが、運行管理のしっかりしている会社や大手バス会社ではこのようなものは受け付けてくれないため、小規模や零細バス会社に受注が回ってくるという。その他、運行側も走らせない方が経費がかさむ、やっと仕事が来たなどの理由により、下回る金額でも受けてしまうという。
旅行を企画した会社キースツアーからバスの手配を依頼されたトラベルスタンドジャパンは、キースツアーから「今年は雪が少なくて客が少ない。客がなかなか集まらないので当面は低い値段でやってもらえないか」「雪が増えて客が集まれば運賃を上げる」と依頼されたといい、運賃が基準額を下回っていることを認識していた。
キースツアーの企画ツアーのバスに同乗させたトップトラベルサービス社へは観光庁、フジメイトトラベル社へは都が立ち入り検査し、両社とも運行会社がイーエスピーであることを事前に把握していなかったことが判明。検査を受けた両社関係者「安全重視だったはずのキースツアーが、なぜずさんなバス会社を利用したのか」と話した。観光庁はトップトラベルサービスを、東京都はフジメイトトラベルを、それぞれが旅行業法に基づく安全確認を怠ったとみて行政指導をするとみられる。
| 会社名                   | 所在地                                           | 業務委託関係                                             |
| ------------------------ | ------------------------------------------------ | -------------------------------------------------------- |
| キースツアー             | 東京都渋谷区宇田川町36-2                         | ツアー企画                                               |
| トラベルスタンドジャパン | 東京都千代田区三崎町1丁目1-2 宮本ビル1F          | キースツアーからバス手配を依頼され、イーエスピーに依頼。 |
| イーエスピー             | 東京都羽村市富士見平2丁目1-5                     | バス運行                                                 |
| フジメイトトラベル       | 東京都杉並区井草2丁目17-4                        | 「キースツアー」企画のツアーに自社顧客を同乗させる       |
| トップトラベルサービス   | 東京都渋谷区渋谷3丁目10-13 TOKYU REIT渋谷Rビル7F | キースツアーのツアーバスへ自社の顧客を同乗させる         |

18日の東京都の検査で、イーエスピーが他にも2件、基準未満の運賃でバスの運行を受注していたことが判明し、運行を発注したJクレスト（千代田区）とトラベックスツアーズ（新宿区）の立ち入り検査を行った。観光振興担当部長は「基準を下回る運賃での発注は処分の対象になる」と話している。
戸崎肇によれば「規制緩和で、バス業界は零細業者でも事業を行えるようになった反面、激しい価格競争となり、少しでも値段を下げようとしている。規制緩和をする際には、きちんとルールを守って競争しなければいけませんが、生き残るため現実にはルールを守らないバス会社は多い」「安全に対するコストまで削減して仕事をとろうとする事業者が増えており、これが事故の背景となっている」と指摘し、今後の対策としては「現在は強い立場にある旅行業界との関係を見直し、適正な運賃にしていくことが大切です。ルール違反の会社は市場から追い出すなど公正な競争をさせなければいけない。われわれ消費者も安いツアーはありがたいが『こんな価格で本当にできるのだろうか』と疑問をもつことが必要ではないでしょうか」と話した。

### 事故現場とツアー行程
碓氷バイパスは合計45箇所のカーブがあり、事故現場は群馬県安中市側から数えて43番目となる、入山峠の曲がりくねった峠道を越えた緩やかな下り道の左カーブだった。事故現場付近に街灯はなく、事故当時現場付近は暗闇に包まれていたとみられる。この碓氷バイパスについて、神奈川県のバス会社社長は「この道を通って関東から長野県に向かうスキーツアーは多数あるが、カーブが多く、路面が凍結している恐れもあり、慣れない運転手には怖い道で、自社では高速道路を使い、このルートは通っていない」と話した。碓氷バイパスを管理する高崎河川国道事務所の副所長は「群馬側はカーブがきつく、事故が多発しているが、現場では大きな事故が起きた記憶はない。ただ、群馬側から行くと、急カーブが終わり、頂上を越えた下り坂のため、スピードは出やすいのではないか」とみている。碓氷バイパスでは2000年以降、少なくとも約10件の死亡事故が発生している。
ツアーの行程表によると、バスは松井田妙義ICから上信越自動車道を利用して斑尾高原のホテルへ向かうことになっており（この行程表の走行距離は安全基準を満たしていた）、事故現場となった碓氷バイパスは計画と異なる経路であったと見られる。
なお、通行止めや急病人が発生したとしても、運転手が会社に報告せずに勝手にルートを変更した場合、道路運送法違反となる。上述のバス会社社長は、Tが事故の前月まで、別の会社で主に比較的小型のバスを運転していたことを挙げ「バスは大きさが変わると求められる技術が全く変わる。運転手は慣れない運転の中で、道を間違えてしまい、事前の行程表と異なるルートを走行してしまった可能性があるのではないか」と指摘した。キースツアーは「出発前に何度かルート変更の相談を受けた」と述べた。20歳の男性乗客は「出発時に『休憩で何回か止まります』とあやふやな説明があった」「15日0時40分頃に関越道のサービスエリアでの休憩を終え再出発する際には『今後はどこか寄れる道の駅に寄ります』というアナウンスがあった」と証言し「普通は時間や場所を具体的に説明するはずで、違和感があった」と話した。イーエスピーは「ルートの変更を伝えないことは過去にもあった」と話した。また、Kは前月の乗務中、高坂サービスエリアの混雑を理由に、イーエスピーに連絡し、当初下りる予定だった東松山インターチェンジを通過して上里サービスエリアで休憩を取り、当初利用する予定だった上信越道を利用せず国道18号を利用していた。事故車の乗客も「上里SAで休憩した」と証言しており、事故車の運転手も同様の理由でルートを変更した可能性がある。上里SAより先まで高速道路を利用すると高速代が予定よりも高くなり、差額の分だけイーエスピーの利益が減る仕組みとなっている。しかし、同社の社長は「経費削減のために下を走れということはないが、目的地に早く着きすぎないよう一般道を使うことはある」と話している。
事故が起きたツアーでは、会社側が運転手に対して作成する「運行指示書」にルートの記載がなく、出発地と到着地しか書かれていなかった。当初、同社幹部は書式に問題がないとの認識を繰り返し表明していたが、その後、国土交通省の特別監査が1月15日から3日間に及んで行われ、最終日の17日にイーエスピーの社長が「運行指示書が正しく作られていなかった」と不備を認めた。事故を起こしたバスが行程表と異なるルートを通ったことに関しても、運転手から運行管理者への連絡はなかったという。

### 運転手の技量
Tの前勤務先の関係者は、小型バスの運転が中心であったため、大型バスの運転には不慣れで、深夜業務の経験も乏しかったとし、イーエスピー幹部も「高速道路だけで、一般道はやらせないようにしていた」と話している。Tはイーエスピー入社時に「大型バスの運転は不慣れ」と伝えていたが、2回の研修を経て大型バスの運行業務に就き、この日は4回目の大型バス乗務だった。Yは「研修は、同僚が運転する近郊のスキーツアーに同行し、現地に到着後、客を乗せずに周辺の山道などを走らせていた」「会社として決まった研修ルールやチェック項目はなく、技量の確認は同乗のドライバー任せだった」と説明した。なお通常、路線バスの乗務員研修は経験者でも最低3か月を要する。
大型・中型バス（主に全長7 m以上）と小型バス（全長7 m未満）には以下のような違いがある。
|                | 大型・中型バス | 小型バス |
| -------------- | --- | --- |
| フットブレーキ | エアブレーキを搭載。ブレーキペダルの踏み込み・ゆるめ操作を短時間に必要以上繰り返すと(俗にいう「バタ踏み」)、空気の使用量が過度となってエアタンクへの充填が間に合わず、空気圧が下がってブレーキ力が失われる場合がある。 | 液圧式ブレーキを搭載。ブレーキを連続してかけ続けると、ブレーキシリンダー内のフルードが沸騰し気化してブレーキ力が失われる場合がある（ベーパーロック現象）。この為、断続的にブレーキをかける必要がある。エンジンブレーキの利用も有効。 |
| 制動距離       | 車両総重量が大きいこととエアブレーキの特性上、一般的に乗用車より長い。 | ブレーキが乗用車と同じため、応答性は高いが、乗車人数（総重量）によっては一気に伸びる。 |
| 補助ブレーキ   | 排気ブレーキが一般的。エンジンブレーキの効果をさらに高める。 | 排気ブレーキが一般的だが、一部に持たない車種もある（主にガソリンエンジン車）。 |
| 変速機         | 無理な変速操作は機構により受け付けずニュートラルになる。 | 無理に変速できる場合がある。 |

1. ↑  かつては乗車定員11名以上の乗合車はすべて「大型車」に分類されていたが、2004年の免許制度変更により、全長9 m未満、車両総重量8 t未満の車両は「中型車」に分類され、免許も別々となった。それ以前は、「大型車」の教習には現在の中型車相当のトラック・バスが使用されており、実質中型車で教習を受けたドライバーが大型車を運転できてしまう事態になっている。当該事故のドライバーも、旧制度時代に大型免許を取得していた。
2. ↑  エアブレーキのバタ踏み操作に関しては、2013年に国土交通省と大型車メーカー4社（いすゞ自動車・日野自動車・三菱ふそうトラック・バス・UDトラックス）がエアブレーキ操作に関する注意喚起を行っていた[64][65]
3. 1 2  古いバスの場合、シフトレバーと変速機は機械的にリンクしており無理にギアを入れることができたが、当該車両に装備のフィンガーシフトなど変速機を間接操作する機構の場合は、無理な変速操作はキャンセルされる。とくにフィンガーシフトの場合はニュートラルになるため、インジケーターに表示されるギヤポジションを常に確認しなければならない[66]。フィンガーシフトも参照のこと。なお機械的にリンクされている車両であってもシフト弾きによる動力切断は起こうる（ニュートラルポジションとなる）。特にシフトダウン時のシフト弾きはバス・トラックのような重量級の車両に限らず、軽自動車(マニュアル車、特にリンケージが複雑になりがちなキャブオーバー車)でも起こりうる。

### 車両と運転
事故を起こした車両は、2002年10月に新車で登録された、同年製の三菱ふそう・エアロクィーンで、ドライブレコーダーは搭載されていなかった。
複数の乗客は、バスは事故の直前かなりのスピードを出しており、左右に揺れていたと証言している。現場の約250 m手前の監視カメラには、事故車とみられるバスが蛇行しながら走る様子が写っていた。また、バスは片輪が浮いていた可能性もある。国土交通省高崎河川国道事務所は、事故車が平均車齢である11年を約2年上回っていることから、車両に不具合があった可能性も視野に入れている。ただし、戸崎肇は「車齢13年は標準的」とした上で「あの事故現場でスピードを出しすぎる原因は、意識が飛んでいたことくらいしか考えられない。瞬間的な眠気など意識障害に襲われたのではないか」と推測し、右に急ハンドルを切ったことについては「意識が戻って気付いた危険回避行動の可能性が高い」とみている。
長野県警の検証の結果、バスのギアがニュートラルに入っていたことと、ブレーキ部品に異常がなかったことがわかった。同県警はニュートラルのためエンジンブレーキや排気ブレーキなどの補助ブレーキが効かず、フットブレーキだけでは減速しきれなかった可能性があるとみている。事故車は6段変速のMT車（フィンガーシフト式）で、運転手が無理なシフトダウン動作を行おうとするとエンジンのオーバーレブによるブローを防ぐため操作がキャンセルされ、ニュートラルか元のギアに入るようプログラミングされている。国交省の関係者は「大型車の運転に不慣れな運転手が急に低速ギアに入れようとしてニュートラルになり、エンジンブレーキで減速できずパニックになった可能性がある」とみているが、事故の衝撃でギアがニュートラルに動いた可能性もある。
後の取材で、事故バスは2015年3月にメーカーによる点検で、車体の床下および車輪支持部品の腐食が進み、使用が危険との報告が上げられたものの、修理されず車両が転売され運行されていたことが判明した。

### シートベルト
2016年現在、高速バスにおいても客席のシートベルト着用が義務となっているものの、一般道でのシートベルト非着用の罰則は存在しておらず、シートベルトを締めていない乗客が多かったと推測されている。しかし、イーエスピー側は、口頭によって運転手にシートベルトの着用をアナウンスするよう伝えていたとしている。他方、乗客の1人が「シートベルトをしていなかった人が多く、運転手も注意しなかった」と、別の乗客の1人が「凄いスピードで右往左往して遠心力で車内の乗客が揺れた。最初は山道を登っているのかと思ったが、尋常じゃない曲がり方だった。シートベルトは着用していなかったし、着用の指示もなかったと思う」と証言した。
犠牲者を含む大半の乗客が、横転して下側になった車体右側に折り重なるように倒れ、また、死者のうち少なくとも2人が車外に投げ出された形で死亡しており、消防関係者は「衝撃でシートベルトが外れた可能性もあるかもしれないが、しっかりとしていれば救えた命や防げた怪我はあるだろう」と指摘した。遺体の検案を担当した軽井沢病院の副院長によれば、シートベルトの着用痕は数人にしかなく（はっきり確認できたのは1人）、乗客のほとんどは未着用とみられ「座席の位置にかかわらず、シートベルト未着用の乗客は衝撃で飛ばされてしまったのではないか」と指摘した。
運転席のエアバッグは作動していた。なお、近年は観光バスにおいて運転席にエアバッグを標準搭載するようになってきているものの、客席にサイドエアバッグやカーテンエアバッグなどを搭載するケースはほぼ存在していない。
米国の運輸省高速道路交通安全局（NHTSA）が行った大型バスの衝突実験では、シートベルト非着用のダミー人形は吹き飛ばされ、着用していたダミーは全て座席に留まった。また、腰だけに装着する2点式シートベルトよりも、肩にも装着する3点式シートベルトの方が衝撃を軽減できており、工学院大学教授の野崎博路（自動車工学）は3点式シートベルトの必要性を訴えている。

## 対応

### 消防・医療機関
現場では管轄の佐久広域連合消防本部と応援出動した上田地域広域連合消防本部及び群馬県の高崎市等広域消防局による救助活動、佐久医療センターのドクターカーや前橋赤十字病院の災害派遣医療チーム（DMAT）が出動してトリアージが行われ、4人に緊急に治療が必要なことを示す赤色タグ、3人に数時間なら治療が待てることを示す黄色タグ、10人に軽傷であることを示す緑色タグ、3人に救命の見込みが低い黒色タグが付けられ、救急車18台が出動して30名が6時ごろまでに長野県および群馬県の医療機関に搬送された。うち3名は搬送後に死亡した。夜間の事故であったため、ドクターヘリは現場へは出動しなかったが、多発外傷で佐久医療センターへ搬送された男性の長野市内の病院への転送に使用された。
| 病院名                   | 人数 |
| ------------------------ | ---- |
| 軽井沢病院               | 3名  |
| 佐久医療センター         | 6名  |
| 佐久市・金澤病院         | 5名  |
| 佐久市立国保浅間総合病院 | 4名  |
| 佐久市・くろさわ病院     | 4名  |
| 小諸厚生総合病院         | 4名  |
| 富岡総合病院             | 2名  |
| 群馬大学医学部附属病院   | 1名  |
| 高崎総合医療センター     | 1名  |

小諸厚生総合病院は、被害者に事故に関連したニュースなどを見せないようにしている。

### 長野県警察
軽井沢警察署に捜査本部を設置。自動車運転死傷行為処罰法違反（過失運転致死傷）容疑で、事故当日夜にイーエスピー本社、翌日にキースツアーなどツアー会社3社、及び事故車の運転手の自宅を家宅捜索した。なお、県警は当初は全員が死傷したと発表したものの、事故当日夜に19歳の男性について「怪我なし」と訂正し、17日に「右腕骨折の重傷」と再び訂正した。県警は産経新聞の問い合わせに対し「怪我なしの発表には根拠がある」と話していたが、17日に男性の家族からの申告があったことで重傷を確認し「確認不足だった」と述べた。男性の父親は「ギプスをしていたので無傷には見えないはずだ」と述べた。また、重傷を負った22歳男性についても、当初は誤った氏名を発表しており、17日に訂正している。19日、事故車の検証を開始。バス運行会社のイーエスピー及びキースツアーなど旅行会社3社から任意で事情を聴き、2017年6月27日に、事故当時バスを運転していた運転手を自動車運転死傷行為処罰法違反（過失致死傷）、イーエスピーの社長ら2人を業務上過失致死傷（不慣れな運転手に運転をさせた）容疑で長野地方検察庁に書類送検した。

### 国・自治体

#### 国土交通省
許認可に関するものは、上記のとおり。
1月15日午後、イーエスピーに対する特別監査を実施した。その他、この事故を「特定重大事故」と位置づけ、事故調査委員会に特別重要調査を要請する方向で警察庁などと協議に入った。また、事故現場に事業用自動車事故調査委員会の調査員を5人、被害者の搬送先の病院に被害者支援室の職員6人を派遣した。特別監査の結果、イーエスピーは、バスが事故を起こし目的地に到着しなかったにもかかわらず、道路運送法に違反して、既に運転手の点呼を済ませバスの運行を終えたとする事実と異なる書類を作成していたほか、会社が運転手に走行ルートを指示するための「運行指示書」には出発地と到着地だけが書かれ、どのようなルートを通るのかについては記載がなかった。さらに、この事故以外のケースでも、法律で搭載が義務づけられ、走行中の速度や時間などを自動的に記録する装置に記録用紙が入っていなかったり、運転手の免許証を管理する台帳や休憩時間などを記した乗務記録に記載漏れが見つかっている。16日、石井啓一国土交通大臣が事故現場を訪れ、黙祷した後視察を行った。観光庁は17日、旅行業法に基づき、同ツアーに乗客を同乗させていたトップトラベルサービスを立ち入り検査した。その結果、同社がバス運行会社がイーエスピーであることを事前に把握していなかったことが判明し、観光庁はトップトラベルサービスが旅行業法に基づく安全確認を怠ったとみて行政指導を行う。また、近日中に東京都の職員とともにキースツアーに立ち入り検査に入る。21日、関東運輸局は東京都新宿区で運行直前の観光バス6台への抜き打ち監査を行い、5台で計8件の違反を確認した。27日、格安ツアーを扱う小規模な旅行会社を中心に150〜200社と、バス会社280社程度を抽出し、状況を聞く方針を決めた。28日、九州運輸局が博多港中央埠頭で、停車していた76台のうち37台貸し切りバスを抜き打ちで緊急監査し、23台で違反を確認した。イーエスピーの処分は「貸切バス事業の認可取り消し」とする。2月2日、国交省は計33項目にわたり道路運送法などに違反したとして、イーエスピーに対し貸切バス事業の許可を取り消す処分案を通知した。2月19日に聴聞を実施した上で2月中に正式に処分を決める。事業許可取り消しは、2012年の関越自動車道高速バス居眠り運転事故で規制が強化されて以来2件目となる（処分が確定すると、同社役員らは2年間事業許可を取ることができない）。法改正を伴わない対策は3月までにまとめ、夏までには最終的な報告書を取りまとめる。また、バス事業者が運転手を採用する際、運転手が長年運転していない大きさのバスを運転する場合は講習を義務付ける方針を固めた。2月10日、関東運輸局山梨運輸支局はバス事業者を対象に緊急講習会を開いた。今後はバスなどを手配する、いわゆるランドオペレーターへの処分も検討しているほか、ツアーパンフレットに、運行事業者を記載する方向で検討している。

#### 上記以外の国・自治体
- 厚生労働省はイーエスピーの立ち入り調査を実施。その結果、同社は労働時間についての労使間の協定を結んでおらず、この状態で残業をさせていた可能性があることがわかり、厚生労働省は労働基準法違反容疑でイーエスピーを書類送検する。また、全国の貸し切りバスの事業者に対しても近日中に緊急の立ち入り調査を一斉に行い、違法な長時間労働がないかなどを調べる[114][115]。労働基準監督署は当日朝にキースツアー及びイーエスピーに職員を派遣し、調査を行った[116]。
- 安倍晋三はFacebookに「スキーを楽しみにしていた若者たちを巻き込む大惨事となった。胸が張り裂ける思いだ」「原因の究明、再発防止などに全力を挙げる」「亡くなった方々のご冥福をお祈りし、けがをされた方々に心からお見舞い申し上げる」とコメントした[117]。
- 東京都は17日に事故車に客を同乗させていたフジメイトトラベルの立ち入り検査を行った[103]。18日、運行を発注したJクレストとトラベックスツアーズの立ち入り検査を行った。
  - 舛添要一は、事故発生後に湯河原町に向かっていたことが、上野和彦の追及で明らかになった[118]。
- 阿部守一が19日昼に事故現場を訪れて献花し「胸が張り裂ける思いだ」「関係機関の皆さまには、早く原因を突き止めていただきたい」「交通関係の事業者は安全確保に万全を期していただきたい」と述べた[119]。
- 長野県交通安全運動推進本部は事故を受け、19日に県内全域に交通死亡事故多発警報を発令した（13日から17日に本件を含めて5件の事故があった）。警報を発する基準は「死亡事故が概ね1週間連続して発生し、死者が5人を超えた場合」で、県全域に発令されるのは要綱を施行した2014年以来初。警報の期間は2月1日まで[120]。
- 茨城県警察高速隊は23日に友部サービスエリアで、バス会社の社員らとともに居合わせた観光バスの乗客らにシートベルト着用を呼びかけるチラシなどが入った袋を配ったほか、時速6キロメートルの車が衝突した時の衝撃をシートベルトを着用して体験するコーナーを設けた[121]。
- 大阪府警察高速道路交通警察隊は23日夜、茨木インターチェンジで夜行長距離バスの運転手に缶コーヒーを配った[122]。

### ツアー会社
15日、旅行会社キースツアーは謝罪し、以降のツアーを中止する方向と発表した。16日、3月26日までの全日程のツアーを中止すると自社ウェブサイトで発表し、その後すべての企画旅行商品を無期限で販売停止する方針を示した。3月18日付で東京都より旅行業登録の取消処分を受け、全ての営業を終了した。トップトラベルサービスとフジメイトトラベルの両社には、それぞれ54日間の業務停止処分が下された。

### 運行会社
17日、イーエスピーは大型バスを使う事業から撤退する方針を明らかにした。19日、国土交通省関東運輸局は、道路運送法第40条の規定に基づき、一般貸切旅客自動車運送事業の許可の取消処分を行った。
21日、イーエスピーの社長らは初めて事故現場を訪れ、献花や黙祷などを行った。

### 学生死傷の各大学
- 田中優子は「誠に悲しく、残念。心よりご冥福をお祈りする」「希望に満ちて未来を生きるはずの命を奪い、健康を傷つけた事故がなぜ起きたのか、二度と起きないよう、社会が責任を持たないといけない」と述べた[130]。法大は「ショックで精神的に不安定になった学生をケアしたい」として、カウンセリングなどを行う学生相談室の利用案内を学内に掲示した[131]。16日には尾木直樹が入院先を訪問した[132]。また、尾木は「こんな事故を起こす会社を許せない」「ずさんで存在してはいけない会社だ」とイーエスピーを強く批判、17日更新の自身のブログで「3人と替わってやりたかった」と述べたほか「あんな会社はいっぱいある」と述べた[133][134][135][136]。
- 立石博高は「将来ある若い尊い命が失われたことを、大変悔しく思う」とコメントした[130]。
- 早稲田大学国際教養学部長は「驚きと悲しみのあまり言葉を失った」とコメントした[130]。
- 広島国際大学では18日、保健医療学部医療技術学科の講義で、教授・受講生約160人全員が黙祷、学科長が受講生に「しっかりと勉強して社会に貢献し、Bさんに胸を張って報告できるような人生を生きてほしい」と話した[137]。

### 遺族
遺族会「1・15サクラソウの会」として2018年5月27日、事故現場近くに慰霊のため「祈りの碑」を建立した。除幕式には日本航空123便墜落事故の遺族会「8.12連絡会」の代表・美谷島邦子をはじめ、他の重大事故（JR福知山線脱線事故、笹子トンネル天井板落下事故）犠牲者遺族も参列した。

### 弁護団
23日、犠牲者の遺族の代理人を務める弁護士14人が弁護団を結成した。弁護団には、犯罪被害者支援に取り組む弁護士グループ「犯罪被害者支援弁護士フォーラム」のメンバーも参加する。

## 裁判
2016年の事故発生から5年半を経た2021年10月21日、東京地方裁判所にてバス運行警備会社元社長と元運行管理者を被告人とした初公判が開始された。
2023年6月8日、長野地方裁判所は運行警備会社元社長に禁錮3年、元運行管理者に禁錮4年の判決を言い渡した。元運行管理者は判決を不服として即日控訴した。元社長も16日に控訴した。

## 影響
一部の生存者は生き残ったことに罪悪感を抱いている（サバイバーズ・ギルト）。生存者の1人は「事故のことに触れたくないし、誰にも会いたくない」と話している。別の生存者の一人は退院を勧められたが「車に乗りたくない」と、新幹線に乗れるようになるまで退院を延期することを希望したほか、通常の会話の途中ですぐ目を伏せたり、言葉が続かなかったりと精神的ショックが続いている。事故被害者でなくとも、例えば尾木の受講生は、全員が泣きじゃくり、試験勉強に手が付かない者もいるなど精神的ショックを受けていたという。
犀川スキーバス転落事故の遺族は「悲しい思いは自分たちが最後だったはず。国の取り組みがいい加減だからずさんな会社がなくならない。国は今度こそ抜本的対策を」と訴えた。この事故をきっかけとして2016年3月、貸切バスへのドライブレコーダーの設置が国土交通省により義務化された。ドライブレコーダーの設置義務化は初のことであった。
国府泰道弁護士は、賠償金については「男性は1人あたり8058万円、女性は1人あたり6236万円が相場」と話し、誰が賠償金を払うかについては「キースツアーがイーエスピーが不正を行っていることを知った上で仕事を発注していたのであれば、キースツアーも責任も問われるだろうが、そうでなければイーエスピーが支払うことになる」と話している。
2月6日に公開予定だった映画『TOO YOUNG TO DIE! 若くして死ぬ』が「作品中にバス事故を描いた場面があり、軽井沢事故を連想させる」として東宝とアスミック・エースが公開延期を決定した、これにより試写会・関連イベントが全て中止となった。またこれに伴い『宮藤官九郎のオールナイトニッポンGOLD』2016年2月放送分の同作品に関するゲストの出演を取りやめることになったが（番組自体は通常通り放送、7月1日に改めて出演）、同作品についてはある程度は述べるにとどまった。その後、正式に6月25日に公開することが決定した。
@niftyニュース編集部は2019年3月に「平成の間に国内で起きた事故の中で、印象に残っているのは？」というテーマでアンケートをとった。1位は「JR福知山線脱線事故（平成17年）」で70.5 %、2位は「笹子トンネル天井板落下事故」で55.8 %、3位は軽井沢スキーバス転落事故で46.1 %であった。

### 報道への批判
報道機関が犠牲者の顔写真をFacebookやTwitter、ブログなどから引用して報道していることについて批判が起きた。法律上、引用する場合は引用元を明記する義務はあるが権利者の承諾は不要で（ただし読売新聞と毎日新聞は引用元を明記していない）、顔写真は肖像権の問題もあるが、公表する事実が「公共の利害に関する事実」で、公表が「公益目的」であり「公表内容が相当」である場合は顔写真の無断掲載・放映が認められている。
しかし「ルールさえ守ればいいのか」「そもそも報道に顔写真は必要なのか」「私が事故死してもFacebookから写真とか持ってきて新聞に載せないでほしいし、交際関係も新聞に載せないでほしい」といった声が上がった。 常見陽平はTwitterに「今後さ、メディアにおいて 被害者・犠牲者や加害者・犯人の SNSの写真を使うのってガイドライン必要だよね・・・」と投稿、佐々木俊尚によるとFacebookに「このような形でSNSから被害者顔写真を転載することへの倫理的な是非についてはもう少し議論していかなければならないんじゃないかな」「『ガンクビとり』（記者が加害者や被害者の顔写真を家族・知人から入手することを表す業界用語）という苦痛と悔悟をともなう行いが、FBからの転載という机上の非常に簡単な作業に変わることによる『安易さ』が記者の側の当事者意識に何をもたらすのか、という視点も必要」と投稿した。
尾木は「命に別状なし」という表現を批判している。